# Нурадин, Идрис
Идрис Нурадин (англ. Idris Nuradeen; род. 15 января 2002, Кадуна) — нигерийский футболист, нападающий клуба «Вора». 

## Карьера

### БАТЭ

#### Начало карьеры
Воспитанник нигерийской футбольной академии «Юнити» в родном городе футболиста. Первым тренером футболиста был Ауол Даниру. В ноябре 2019 года футболист прибыл на просмотр в белорусский клуб БАТЭ, однако тогда футболист так и не подписал контракт. В январе 2020 года футболист вновь вернулся в борисовский клуб, на этот раз хорошо себя проявив и по итогу подписав контракт. Футболист отправился выступать за дублирующий состав клуба. В феврале 2021 года футболист вместе с основной командой клуба отправился на сборы. В начале нового сезона 2021 года футболист снова был отправлен выступать в дублирующий состав. За основную команду клуба футболист дебютировал 22 июня 2021 года в матче Кубка Беларуси против «Барановичей», выйдя на замену на 61 минуте, также отличившись дебютными забитыми голами, оформив дубль. 

#### Аренда в «Сморгонь»
В июле 2021 года футболист на правах арендного соглашения присоединился к «Сморгони», соглашение с которой рассчитано до конца сезона. Дебютировал за клуб футболист 17 июля 2021 года в матче белорусского чемпионата против минского «Энергетика-БГУ», выйдя на замену на 62 минуте. Дебютным забитым голом за клуб футболист отличился 28 ноября 2021 года в заключительном матче чемпионата против столичного «Минска». По итогу сезона футболист вместе с клубом завершил чемпионат на итоговом предпоследнем месте, вылетев в Первую лигу. На протяжении сезона футболист выступал за сморгонский клуб в роли игрока замены, отличившись своим единственным забитым голом. По окончании срока арендного соглашения футболист покинул клуб.

#### Сезон 2022
В начале 2022 года футболист присоединился к тренировочному процессу с основной командой борисовского клуба. Новый сезон футболист начал с победы за Суперкубок Беларуси, где в финале 5 марта 2022 года победили солигорский «Шахтёр», однако сам футболист остался на скамейке запасных. Первый матч в новом сезоне футболист сыграл 13 марта 2022 года в ответной четвертьфинальной встрече Кубка Беларуси против жодинского «Торпедо-БелАЗ», выйдя на замену на 93 минуте. Первый матч в чемпионате футболист сыграл 20 марта 2022 года против мозырской «Славии», выйдя на замену на 69 минуте. Вместе с клубом футболист стал серебряным призёром Кубка Беларуси, где в финале борисовский клуб уступил «Гомелю», однако сам футболист участие в матче не принимал. На протяжении первой половины сезона футболист так и не смог закрепиться в основной команде клуба, сыграв лишь 2 матча во всех турнирах.

#### Аренда в «Арсенал» Дзержинск
В июле 2022 года футболист на правах арендного соглашения присоединился к дзержинскому «Арсеналу», соглашение с которым рассчитано до конца сезона. Дебютировал за клуб футболист 30 июля 2022 года в матче Кубка Беларуси против гродненского «Немана», выйдя на замену на 57 минуте. Первый матч в чемпионате футболист сыграл 7 августа 2022 года против «Гомеля», выйдя на поле в стартовом составе. По итогу сезона футболист вместе с клубом завершили чемпионат в зоне стыковых матчей за сохранение прописки. В стыковых матчах против рогачёвского «Макслайна» дзержинский клуб оказался слабее, вылетев в Первую лигу. На протяжении сезона футболист выступал за клуб в роли одного из основных игроков, однако результативными действиями не отличился. По окончании срока арендного соглашения футболист покинул клуб.

#### Аренда в «Сморгонь»
В январе 2023 года в пресс-службе борисовского БАТЭ сообщили, что футболист начнёт сезон в другом клубе. Вскоре футболист находился в распоряжении «Сморгони». В марте 2023 года футболист на правах арендного соглашения присоединился к сморгонскому клубу до конца сезона. Первый матч за клуб футболист сыграл 19 марта 2023 года против бобруйской «Белшины», выйдя на поле 62 минуте. Своим первым забитым голом в сезоне футболист отличился 7 мая 2023 года в матче против новополоцкого «Нафтана». По итогу сезона футболист вместе с клубом завершил чемпионат на итоговом одиннадцатом месте. На протяжении сезона футболист выступал за клуб в роли одного из основных игроков, отличившись 4 забитыми голами. по окончании срока арендного соглашения футболист покинул клуб. В январе 2024 года футболист покинул борисовский БАТЭ.

### «Вора»
В августе 2024 года футболист на правах свободного агента присоединился в албанскому клубу «Вора». Дебютировал за клуб футболист 24 августа 2024 года в матче против фиерийского клуба «Аполония», выйдя на поле в стартовом составе. Однако футболист в начале сентября 2024 года футболист выбыл из распоряжения клуба, получив травму колена. По итогу дебютного сезона футболист вместе с клубом стал победителем чемпионата, заработав себе право на повышение в элитный дивизион. До конца сезона футболист так и не восстановился от полученной травмы проведя за сезон всего лишь 2 матча в рамках чемпионата, результативными действиями не отличившись.

## Достижения
БАТЭ
- Обладатель Суперкубка Беларуси: 2022

«Вора»
- Победитель Первого дивизиона: 2024/25